# إلبيو خيمينيز
إلبيو خيمينيز (بالإنجليزية: Elvio Jiménez)‏ هو لاعب كرة قاعدة دومينيكاوي، ولد في 6 يناير 1940 في سان بيدرو دي ماكوريس في جمهورية الدومينيكان.

## وصلات خارجية
- إلبيو خيمينيز على موقع دوري كرة القاعدة الرئيسي (الإنجليزية)
- إلبيو خيمينيز على موقعبيزبول رفرنس.كوم (الدوري الرئيسي) (الإنجليزية)
- إلبيو خيمينيز على موقعبيزبول رفرنس.كوم (الدوري الثانوي) (الإنجليزية)